# Gmach Dyrekcji Lasów Państwowych w Radomiu
Gmach Dyrekcji Lasów Państwowych – zabytkowy budynek znajdujący się w Radomiu przy ulicy 25 Czerwca 68.

## Historia
Współczesna historia gospodarki leśnej w regionie radomskim oraz na Sandomierszczyźnie sięga 1809 roku. Wówczas gospodarkę leśną nowo powstałego departamentu radomskiego Księstwa Warszawskiego nadzorowała specjalna jednostka urzędowa. Po powstaniu Królestwa Kongresowego utworzono Wydział Dóbr i Lasów Państwowych podlegający sandomierskiej komisji wojewódzkiej (1818). W 1837 roku województwo sandomierskie przemianowano na gubernię sandomierską. W związku z tym funkcję Wydziału Dóbr i Lasów Państwowych przejęła Sekcja Dóbr i Lasów Wydziału Skarbowego urzędu gubernialnego. W 1880 roku ukazem carskim utworzono w Królestwie Kongresowym trzy okręgi leśne, w tym radomski nadzorowany przez Radomski Okręgowy Urząd Leśny. Obejmował on gubernie lubelską, radomską, siedlecką oraz kielecką. Po odzyskaniu przez Polskę niepodległości utworzono dziesięć dyrekcji okręgowych lasów państwowych. Radomska Dyrekcja Lasów Państwowych obejmowała województwa lubelskie i kieleckie (1924). W latach 1924–1938 siedzibą urzędu był Pałac Sandomierski. W 1938 roku oddano do użytku nową siedzibę urzędu wzniesioną przy ówczesnej ulicy 1 Maja 68 (obecnie ul. 25 Czerwca). W okresie II wojny światowej budynek zajął niemiecki Urząd Leśny. Budynek zajmowany był przez leśników w latach 1945–1975, kiedy zlikwidowano radomską dyrekcję okręgową. Wówczas gmach przejął radomski Komitet Wojewódzki PZPR. Podczas tzw. wydarzeń radomskich w czerwcu 1976 roku budynek został zdobyty, zdemolowany i spalony przez demonstrujących robotników. Mimo że Okręgowy Zarząd Lasów Państwowych w Radomiu reaktywowano w 1983 roku, budynek pozostawał siedzibą władz partyjnych do 1990 roku, kiedy ostatecznie zwrócono go leśnikom. Od 1992 roku gmach jest siedzibą jednej z siedemnastu Regionalnych Dyrekcji Lasów Państwowych, obejmującej swoim zasięgiem większość Sandomierszczyzny (województwo świętokrzyskie i południowe powiaty województwa mazowieckiego).

## Architektura

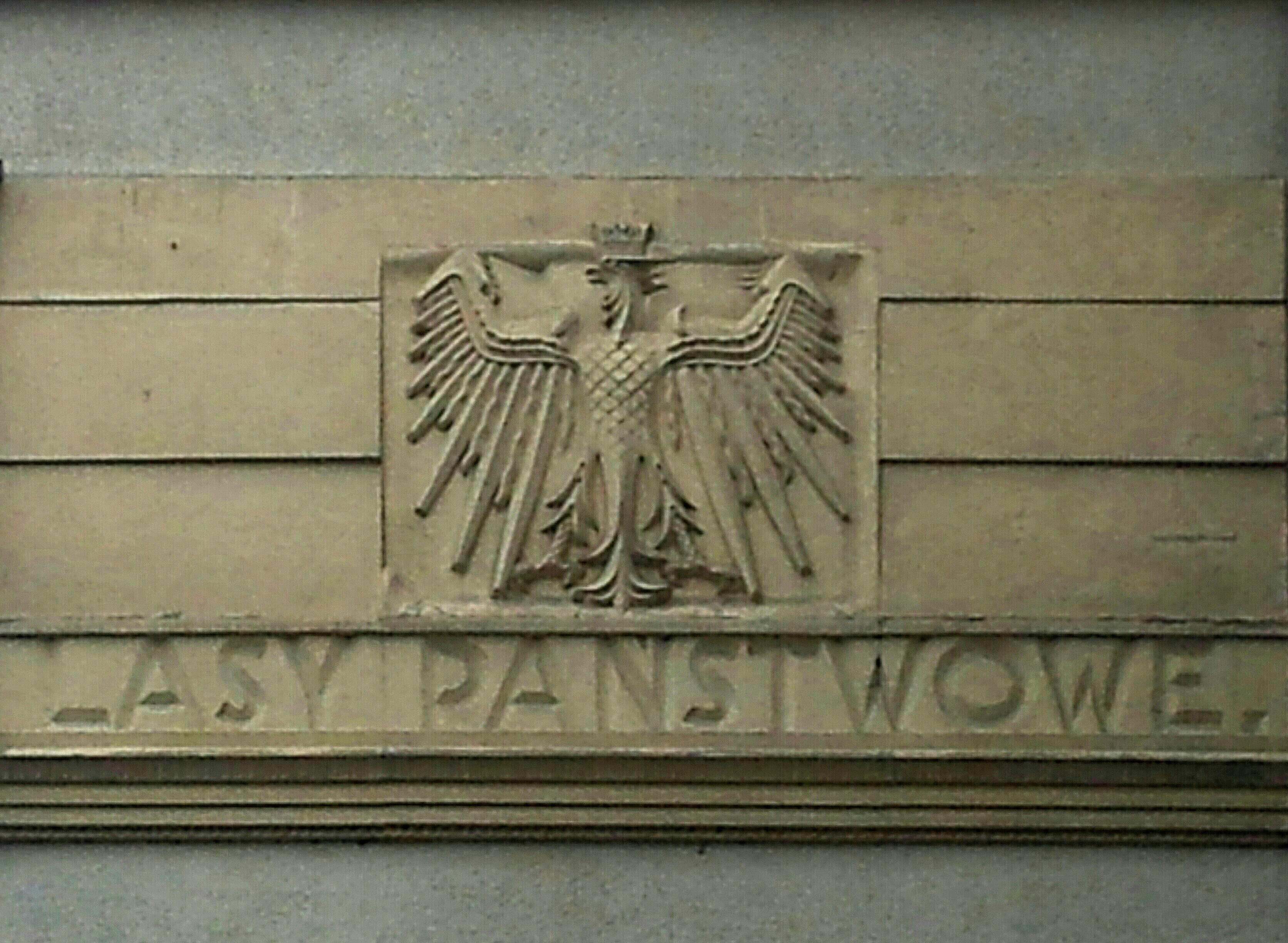
Detale skrzydła północnego

Gmach wzniesiony w 1938 roku według projektu inż. Walerego Sahajdakowskiego pod kierunkiem inż. arch. J.Zabłockiego jest modelowym przykładem architektury modernistycznej, realizowanej w Radomiu w latach trzydziestych XX w. Zachował się oryginalny wystrój elewacji, którego ważnym elementem jest umieszczone na elewacji skrzydła północnego oryginalne godło państwowe z okresu II Rzeczypospolitej oraz napis LASY PAŃSTWOWE. W wyniku pożaru wywołanego w czasie protestów robotniczych w 1976 roku nie zachowało się w całości oryginalne wyposażenie wnętrza. Budynek stanowi ważny element historycznej zabudowy ulicy 25 Czerwca.

## Otoczenie
Od wschodu do gmachu przylega zabytkowy Park Leśniczówka, którego teren należał pierwotnie do Lasów Państwowych. Od północy z obiektem sąsiaduje gmach Zespołu Szkół Muzycznych im. Oskara Kolberga.